# Volta a Cataluña 2001
La Vuelta en Cataluña de 2001 fue la 81.ª edición de la Cerca ciclista en Cataluña. Se disputó en 8 etapas del 21 al 28 de junio de 2001 con un total de 1014,7 km. El vencedor final fue el vasco Joseba Beloki del equipo ONCE-Eroski por ante Igor González de Galdeano y Fernando Escartín.
Tampoco en esta edición se pudo conseguir la participación de los grandes estrellas del piloto. Ni Lance Armstrong, Jan Ullrich o Marco Pantani vinieron.
El recorrido de esta edición repetía el final de los últimos años con la cronoescalada final al Alto de la Rabassa, normalmente decisivo por la victoria final.
La cursa fue dominada por los hombres de la ONCE-Eroski. Aparte de la victoria a la contrarreloj por equipos de la primera etapa, solo sus corredores vistieron el maillot blanco-y-verde. Beloki, conseguía la victoria final gracias a la última etapa. Una victoria importante para afrontar el Tour de Francia de aquel año.

## Etapas
| Etapa | Fecha       | Ciudades de etapa                                            | km    | Vencedor de la etapa | Líder de la general       |
| ----- | ----------- | ------------------------------------------------------------ | ----- | -------------------- | ------------------------- |
| 1.ª   | 21 de junio | Sabadell – Sabadell (CRE)                                    | 24,4  | ONCE-Eroski          | Marcos Serrano            |
| 2.ª   | 22 de junio | Sabadell – Blanes                                            | 173,5 | Max van Heeswijk     | Marcos Serrano            |
| 3.ª   | 23 de junio | Blandas – Hospitalet de Llobregat                            | 148,6 | Romāns Vainšteins    | Santos González           |
| 4.ª   | 24 de junio | Barcelona - Barcelona                                        | 115,8 | Joseba Beloki        | Marcos Serrano            |
| 5.ª   | 25 de junio | La Granada – Vilaseca                                        | 178,2 | Óscar Laguna         | Marcos Serrano            |
| 6.ª   | 26 de junio | Borjas Blancas – Boí Taüll                                   | 184,2 | Ivan Gotti           | Igor González de Galdeano |
| 7.ª   | 27 de junio | Taüll – Los Cortals de Encamps ((AND))                       | 176,1 | Daniele De Paoli     | Igor González de Galdeano |
| 8.ª   | 28 de junio | San Julián de Loria (AND) – Alto de la Rabassa ((AND)) (CRI) | 13,9  | Joseba Beloki        | Joseba Beloki             |

### 1.ª etapa
21-06-2001: Sabadell – Sabadell, 24,4 km. (CRE):
|   | Equipo             | Nacionalidad | Tiempo  |
| - | ------------------ | ------------ | ------- |
| 1 | ONCE-Eroski        | España       | 25' 13" |
| 2 | Festina            | Francia      | + 47"   |
| 3 | Kelme-Costa Blanca | España       | + 53"   |

|   | Ciclista        | Equipo      | Tiempo  |
| - | --------------- | ----------- | ------- |
| 1 | Marcos Serrano  | ONCE-Eroski | 25' 13" |
| 2 | Santos González | ONCE-Eroski | m. t.   |
| 3 | Jörg Jaksche    | ONCE-Eroski | m. t.   |

### 2.ª etapa
22-06-2001: Sabadell – Blanes, 173,5 km.:
|   | Ciclista         | Equipo           | Tiempo     |
| - | ---------------- | ---------------- | ---------- |
| 1 | Max van Heeswijk | Domo-Farm Frites | 4h 46' 48" |
| 2 | Danilo Hondo     | Telekom          | m. t.      |
| 3 | Sven Teutenberg  | Festina          | m. t.      |

|   | Ciclista                  | Equipo      | Tiempo     |
| - | ------------------------- | ----------- | ---------- |
| 1 | Marcos Serrano            | ONCE-Eroski | 5h 12' 04" |
| 2 | Santos González           | ONCE-Eroski | m. t.      |
| 3 | Igor González de Galdeano | ONCE-Eroski | + 5"       |

### 3.ª etapa
23-06-2001: Blanes – Hospitalet de Llobregat, 148,6 km.:
|   | Ciclista          | Equipo           | Tiempo     |
| - | ----------------- | ---------------- | ---------- |
| 1 | Romāns Vainšteins | Domo-Farm Frites | 3h 40' 05" |
| 2 | Sven Teutenberg   | Festina          | m. t.      |
| 3 | Lars Michaelsen   | Team Coast       | m. t.      |

|   | Ciclista                  | Equipo      | Tiempo     |
| - | ------------------------- | ----------- | ---------- |
| 1 | Santos González           | ONCE-Eroski | 8h 52' 09" |
| 2 | Marcos Serrano            | ONCE-Eroski | m. t.      |
| 3 | Igor González de Galdeano | ONCE-Eroski | + 5"       |

### 4.ª etapa
24-06-2001: Barcelona - Barcelona, 115,8 km.:
|   | Ciclista                       | Equipo             | Tiempo     |
| - | ------------------------------ | ------------------ | ---------- |
| 1 | Joseba Beloki                  | ONCE-Eroski        | 2h 45' 15" |
| 2 | Óscar Sevilla                  | Kelme-Costa Blanca | m. t.      |
| 3 | Miguel Ángel Martín Perdiguero | Cantina Tollo      | + 3"       |

|   | Ciclista                  | Equipo      | Tiempo      |
| - | ------------------------- | ----------- | ----------- |
| 1 | Marcos Serrano            | ONCE-Eroski | 11h 37' 27" |
| 2 | Igor González de Galdeano | ONCE-Eroski | + 5"        |
| 3 | Joseba Beloki             | ONCE-Eroski | + 6"        |

### 5.ª etapa
25-06-2001: La Granada – Vilaseca, 178,2 km.:
|   | Ciclista        | Equipo                    | Tiempo     |
| - | --------------- | ------------------------- | ---------- |
| 1 | Óscar Laguna    | Colchón Relax-Fuenlabrada | 4h 24' 26" |
| 2 | Julian Dean     | OS Postal                 | + 10"      |
| 3 | Koos Moerenhout | Domo-Farm Frites          | + 13"      |

|   | Ciclista                  | Equipo      | Tiempo      |
| - | ------------------------- | ----------- | ----------- |
| 1 | Marcos Serrano            | ONCE-Eroski | 16h 06' 53" |
| 2 | Igor González de Galdeano | ONCE-Eroski | + 5"        |
| 3 | Joseba Beloki             | ONCE-Eroski | + 6"        |

### 6.ª etapa
26-06-2001: Borjas Blancas – Boí Taüll, 184,2 km.:
|   | Ciclista       | Equipo                   | Tiempo     |
| - | -------------- | ------------------------ | ---------- |
| 1 | Ivan Gotti     | Alessio                  | 4h 58' 50" |
| 2 | Aitor Kintana  | Jazztel-Costa de Almería | + 5"       |
| 3 | Aitor González | Kelme-Costa Blanca       | + 8"       |

|   | Ciclista                  | Equipo             | Tiempo      |
| - | ------------------------- | ------------------ | ----------- |
| 1 | Igor González de Galdeano | ONCE-Eroski        | 21h 06' 07" |
| 2 | Aitor González            | Kelme-Costa Blanca | + 34"       |
| 3 | Eladio Jiménez            | ibanesto.com       | + 1' 00"    |

### 7.ª etapa
27-06-2001: Tahull – Los Cortals de Encamps, 176,1 km.:
|   | Ciclista          | Equipo                  | Tiempo     |
| - | ----------------- | ----------------------- | ---------- |
| 1 | Daniele De Paoli  | Mercatone Uno-Stream TV | 4h 47' 53" |
| 2 | Fernando Escartín | Team Coast              | +1' 20"    |
| 3 | Joseba Beloki     | ONCE-Eroski             | m. t.      |

|   | Ciclista                  | Equipo             | Tiempo      |
| - | ------------------------- | ------------------ | ----------- |
| 1 | Igor González de Galdeano | ONCE-Eroski        | 26h 06' 05" |
| 2 | Joseba Beloki             | ONCE-Eroski        | + 18"       |
| 3 | Aitor González            | Kelme-Costa Blanca | + 24"       |

### 8.ª etapa
28-06-2001: San Julián de Loria – Alto de la Rabassa, 13,9 km. (CRI):
|   | Ciclista                  | Equipo      | Tiempo  |
| - | ------------------------- | ----------- | ------- |
| 1 | Joseba Beloki             | ONCE-Eroski | 33' 47" |
| 2 | Fernando Escartín         | Team Coast  | +15"    |
| 3 | Igor González de Galdeano | ONCE-Eroski | +55"    |

|   | Ciclista                  | Equipo      | Tiempo      |
| - | ------------------------- | ----------- | ----------- |
| 1 | Joseba Beloki             | ONCE-Eroski | 26h 40' 14" |
| 2 | Igor González de Galdeano | ONCE-Eroski | + 33"       |
| 3 | Fernando Escartín         | Team Coast  | + 41"       |

## Clasificación General
|    | Ciclista                  | Equipo                    | Tiempo      |
| -- | ------------------------- | ------------------------- | ----------- |
|    | Joseba Beloki             | ONCE-Eroski               | 26h 40' 14" |
| 2  | Igor González de Galdeano | ONCE-Eroski               | + 33"       |
| 3  | Fernando Escartín         | Team Coast                | + 41"       |
| 4  | Aitor González            | Kelme-Costa Blanca        | + 1' 44"    |
| 5  | Óscar Sevilla             | Kelme-Costa Blanca        | + 3' 03"    |
| 6  | Eladio Jiménez            | ibanesto.com              | + 3' 04"    |
| 7  | Haimar Zubeldia           | Euskaltel-Euskadi         | + 3' 40"    |
| 8  | Marzio Bruseghin          | ibanesto.com              | + 3' 57"    |
| 9  | Unai Osa                  | ibanesto.com              | + 5' 11"    |
| 10 | Joan Antoni Flecha        | Colchón Relax-Fuenlabrada | + 5' 28"    |

## Clasificaciones secundarias
|   | Ciclista         | Equipo                  | Puntos     |
| - | ---------------- | ----------------------- | ---------- |
| 1 | Félix Cárdenas   | Kelme-Costa Blanca      | 105 puntos |
| 2 | Daniele De Paoli | Mercatone Uno-Stream TV | 80 puntos  |
| 3 | Joseba Beloki    | ONCE-Eroski             | 46 puntos  |

|   | Ciclista           | Equipo                    | Puntos   |
| - | ------------------ | ------------------------- | -------- |
| 1 | Carlos Golbano     | Jazztel-Costa de Almería  | 8 puntos |
| 2 | César García Calvo | Colchón Relax-Fuenlabrada | 7 puntos |
| 3 | Ivan Gotti         | Alessio                   | 4 puntos |

|   | Ciclista          | Equipo             | Puntos    |
| - | ----------------- | ------------------ | --------- |
| 1 | Joseba Beloki     | ONCE-Eroski        | 74 puntos |
| 2 | Aitor González    | Kelme-Costa Blanca | 61 puntos |
| 3 | Fernando Escartín | Team Coast         | 54 puntos |

|   | Equipo             | Nacionalidad | Tiempo      |
| - | ------------------ | ------------ | ----------- |
| 1 | ibanesto.com       | España       | 80h 06' 44" |
| 2 | ONCE-Eroski        | España       | + 21"       |
| 3 | Kelme-Costa Blanca | España       | + 3'59"     |

## Progreso de las clasificaciones
Esta tabla muestra el progreso de las diferentes clasificaciones durante el desarrollo de la prueba.
| Etapa(Ganador)              | Clasificación General     | Clasificación de la Montaña | Clasificación por Puntos | Clasificación por equipos |
| --------------------------- | ------------------------- | --------------------------- | ------------------------ | ------------------------- |
| Etapa 1 (CRE)(ONCE-Eroski)  | Marcos Serrano            | no se repartieron puntos    | no se repartieron puntos | ONCE-Eroski               |
| Etapa 2 (Max van Heeswijk)  | Marcos Serrano            | Fabio Roscioli              | Max van Heeswijk         | ONCE-Eroski               |
| Etapa 3 (Ronāns Vainšteins) | Santos González           | Fabio Roscioli              | Sven Teutenberg          | ONCE-Eroski               |
| Etapa 4 (Joseba Beloki)     | Marcos Serrano            | Félix Cárdenas              | Sven Teutenberg          | ONCE-Eroski               |
| Etapa 5 (Óscar Laguna)      | Marcos Serrano            | Félix Cárdenas              | Sven Teutenberg          | Kelme-Costa Blanca        |
| Etapa 6 (CRI)(Ivan Gotti)   | Igor González de Galdeano | Félix Cárdenas              | Sven Teutenberg          | ibanesto.com              |
| Etapa 7 (Daniele De Paoli)  | Igor González de Galdeano | Félix Cárdenas              | Aitor González           | ibanesto.com              |
| Etapa 8 (Joseba Beloki)     | Joseba Beloki             | Félix Cárdenas              | Joseba Beloki            | ibanesto.com              |